# Hafez Makhlouf
Hafez Makhlouf (en arabe : حافظ مخلوف, né le 2 avril 1971 à Damas) est un colonel syrien et chef de la branche interne à la Direction générale de la Sécurité. Il a fait partie du cercle intime de Bachar el-Assad.

## Biographie

### Jeunesse
Hafez Makhlouf est né à Damas le 2 avril 1971. Il est cousin maternel de l'ancien président syrien Bachar el-Assad, et le frère de Rami Makhlouf, homme d'affaires de premier plan de la Syrie. Hafez Makhlouf est surtout connu pour être l'un des deux survivants de l'accident de voiture à haute vitesse en 1994 qui a tué le frère aîné de Bachar el-Assad, Bassel el-Assad, vu alors comme successeur putatif éventuel de leur père Hafez el-Assad.

### Carrière militaire
Makhlouf est un colonel et le chef du renseignement de la branche de Damas de la Direction générale de la Sécurité,.

## Controverse
Hafez Makhlouf est sanctionné par le Département du Trésor des États-Unis en 2007 pour « atteinte à la souveraineté du Liban ou à ses processus et institutions démocratiques. » Les sanctions demandent que soient gelés « tous les biens que les personnes visées pouvaient avoir placés aux États-Unis », et que tout contact entre un Américain et ces personnes soit interdit. En mai 2011, l'Union européenne impose des sanctions contre Makhlouf, en disant qu'il était un associé de Maher Assad [qui] finance un régime permettant la répression contre des manifestants « associé de Maher el-Assad [qui] finance un régime permettant la répression contre des manifestants » et avait été « impliqué dans la violence contre des manifestants » en tant que chef de la branche de Damas de la  Direction générale de la Sécurité. Le département américain du Trésor a également annoncé de nouvelles sanctions contre Hafez Makhlouf en mai 2011, indiquant que Makhlouf a eu « un rôle de premier plan dans la réponse aux manifestations en Syrie, et a été fortement impliqué dans les actions du régime syrien à Deraa, où des manifestants ont été tués. » Des militants de l'opposition ont fait valoir que Makhlouf a une plus grande influence sur le président que le chef de la Direction générale de la Sécurité, Ali Mamlouk.
Les autorités suisses ont gelé le compte de Hafez Makhlouf d'environ 3 millions d'euros dans une banque de Genève pour blanchiment d'argent en 2011. En février 2012, Makhlouf a pu légalement débloquer 3 millions de francs suisses (3,3 millions de dollars) détenus dans des comptes bancaires en Suisse après avoir fait appel, en disant que cette somme datait d'avant les sanctions. Cependant, sa tentative juridique pour entrer en Suisse afin de rencontrer ses avocats a été rejetée par la Cour suprême de la Suisse à la fin de 2011.
Il est cité dans l'affaire des Panama Papers en avril 2016.

## Rapports contradictoires sur sa mort
Le 18 juillet 2012, Al-Arabiya rapporta que Hafez Makhlouf avait été tué dans un attentat visant le siège de la sécurité nationale de la Syrie à Damas. D'autres sources ont cependant indiqué qu'il ne fut que blessé dans l'attaque.